# Archaeolithothamnion
Archaeolithothamnion, rod crvenih alga u porodici Sporolithaceae. Taksonomski status mu ju nesiguran. Woelkerling (1988: 220) detaljno raspravlja o ovom rodu, ističući, između ostalog, da naziv "Archaeolithothamnium" nije valjano objavio Rothpletz (1891: 310) jer ga je predložio kao privremeno ime, a sam ga nije prihvatio. Sadašnje ime potvrdio je Foslie (1898.), ali nakon uspostavljanja roda Sporolithon Heydrich.
Uz četiri fosilne u njega je uključena i jedna ekstantna vrsta kod otočja Galapagos, A. crosslandii.

## Vrste
1. †Archaeolithothamnion affine M.Howe 1919
2. Archaeolithothamnion crosslandii Me.Lemoine 1929
3. †Archaeolithothamnion intermedium Raineri 1924
4. †Archaeolithothamnion keenanii M.Howe 1934
5. †Archaeolithothamnion rude Me.Lemoine 1925